# Mathias Gastritz
Mathias Gastritz (auch Gastharts, Gastatz, Gastritzsch, lat. Castricius; * um 1535; † 9. Dezember 1596 in Amberg) war ein deutscher Organist und Komponist der Renaissance.
Mathias Gastritz wurde am 22. Dezember 1561 zum Organisten der Stadt Amberg bestellt und stand fast 30 Jahre lang in deren Diensten. Nach Rechtsstreitigkeiten und persönlichen Kränkungen legte er 1589 resigniert das Amt nieder. Zu seinen Schülern zählte vermutlich der Komponist Andreas Raselius.
Gastritz’ Kompositionen stehen in der älteren Motettentradition des 16. Jahrhunderts. Sie sind gekennzeichnet durch eine durchsichtige Imitationstechnik und syllabische Textdeklamation; polyphone Anfangsimitationen münden zumeist in einen klaren, homophonen Tonsatz. Eine seiner bekanntesten Kompositionen ist der fünfstimmige Liedsatz Herzlich lieb hab ich dich, o Herr auf einen Text von Martin Schalling (1569).

## Werke
- Novae harmonicae cantiones ut piae, ita etiam suaves et iucundae, quinque vocibus cocinnante, et nunc primum in lucem editae. Nürnberg 1569, U. Neuber (mit lateinischer Vorrede, lateinischer Ode Georg Ludwig Agricolas und einem Brief Martin Luthers an Ludwig Senfl)
- Teutsche und lateinische Lieder mit 4 Stimmen. Nürnberg 1569
- Kurtze u. sonderliche Newe Symbola etlicher Fürsten und Herrn, neben andern mehr schönen liedlein mit fünff und vier Stimmen, auff alle Instrument zu gebrauchen gantz dienstlich, Componirt. Nürnberg 1571